# سردنیه کارامالی
سردنیه کارامالی (انگلیسی: Sredniye Karamaly) یک شهرک در شهرستان یرمکیفسکی استان باشقیرستان کشور روسیه است.